# Mras-Su
Mras-Su (ros. Мрас-Су) – rzeka w azjatyckiej części Rosji. Przepływa przez obwód kemerowski. Wpada do Tomu w pobliżu miasta Myski. Zasilanie mieszane, z przewagą śniegowego. Skuta lodem od listopada do kwietnia. Do 1994 wykorzystywana do spławu drewna, obecnie w celach turystycznych.
Jest największą rzeką przepływającą przez Szoriański Park Narodowy.